# NGC 320
NGC 320 ist eine Balken-Spiralgalaxie vom Hubble-Typ SABab im Sternbild Walfisch, welche etwa 214 Millionen Lichtjahre von der Milchstraße entfernt ist. Die Galaxie wurde im Jahr 1886 von dem US-amerikanischen Astronomen Francis Preserved Leavenworth entdeckt.